# 플러그 앤 드라이브 모듈
플러그 앤 드라이브 모듈(영어: Plug & Drive Module, PnD 모듈)은 인휠 모터, 스티어링, 서스펜션, 브레이크 시스템, 환경인지 센서를 하나로 결합한 일체형 모빌리티이다.

## 상세
2022년 1월 5일, 처음으로 공개됐다. 플러그 앤 드라이브 모듈은 라이다와 카메라 센서를 통해 지능형 스티어링, 주행, 제동과 360° 회전이 가능하다. 또한, 사물에 부착되어 이동성을 부여하며, 필요에 따라 특정 공간 재구성도 가능하다. 
플러그 앤 드라이브 모듈은 퍼스널 모빌리티, 로지스틱스 모빌리티, 서비스 모빌리티, L7 등에 활용된다.

## 같이 보기
- 현대자동차그룹

- 소비자 가전 전시회